# Holzapflova hiša
Holzapflova hiša je kulturna znamenitost v Tržiču, rojstna hiša pesnika Ignacija Holzapfla.
Stavba se nahaja na glavni ulici v starem mestnem jedru na Trgu svobode 28. Ignacij Holzapfel je bil ustanovitelj in mecen gluhonemnice v Ljubljani, poznan tudi iz Prešernovih epigramov in sodelavec Kranjske čbelice.